# سرگی تچپیکوف
سرگی تچپیکوف (روسی: Серге́й Влади́мирович Че́пиков؛ زادهٔ ۳۰ ژانویهٔ ۱۹۶۷) ورزشکار دوگانه و اسکی‌باز صحرانوردی اهل اتحاد جماهیر شوروی سوسیالیستی بود.